# リタ・アチキナ
リタ・アチキナ（Rita Nikolayevna Achkina、ロシア語: Ри́та Никола́евна А́чкина、1938年2月1日 - ）はソビエト連邦白ロシア・ソビエト社会主義共和国マヒリョウ出身の元クロスカントリースキー選手。1960年代に活躍した。

## プロフィール
1964年インスブルックオリンピックでは10kmで10位となった。1965年にソビエト連邦選手権で5km、10 km、リレーの3冠となった。
1966年ノルディックスキー世界選手権では5kmで銅メダル、リレーで金メダルをした。1968年グルノーブルオリンピックでは5km6位、リレーで銅メダルを獲得。現役引退後は小学校の教師となった。